# تيموثي سوليفان (سياسي)
تيموثي سوليفان (بالإنجليزية: Timothy Sullivan)‏ هو سياسي أمريكي، ولد في 23 يوليو 1862 في مانهاتن في الولايات المتحدة، وتوفي في 31 أغسطس 1913 في ذا برونكس في الولايات المتحدة. حزبياً، نشط في الحزب الديمقراطي. وقد انتخب عضو جمعية ولاية نيويورك وانتخب عضو مجلس ولاية نيويورك وانتخب عضو مجلس النواب الأمريكي.